# Негреновци
Негреновци (мкд. Негреновци) су насеље у Северној Македонији, у југоисточном делу државе. Негреновци у саставу општине Конче.

## Географија
Негреновци су смештени у југоисточном делу Северне Македоније. Од најближег града, Радовишта, насеље је удаљено 20 km јужно.
Насеље Негреновци се налази у историјској области Лукавица. Насеље је положено на западним падинама планине Смрдеш, на приближно 760 метара.
Месна клима је планинска због знатне надморске висине.

## Становништво
Негреновци су према последњем попису из 2002. године били без становника.
Претежно становништво су били етнички Македонци.
Већинска вероисповест месног становништва била је православље.